# Museu Nacional de Botswana
El Museu Nacional de Botswana es troba a la capital de Botswana Gaborone i és una institució multidisciplinària que inclou la Galeria Nacional d'Art i Galeria Octagon, així com, des del novembre del 2007 el jardí Botànic Nacional. Hi ha mostres d'artesania i pintures tradicionals de Botswana, així com diversos treballs d'artistes locals.
El museu també treballa per la preservació de Tsodilo, la primera zona que va rebre el reconeixement de patrimoni de la humanitat del país. També conserva el Tsholofelo Park, l'indret on fou enterrat el negre de Banyoles, després del retorn del seu cos del Museu Darder de Banyoles.
El museu va començar a treballar el 1967 amb una llei del Parlament i es va obrir oficialment al públic el 1968. El museu va celebrar el 40 aniversari el 2008 amb el lema del "Museu d'Agents del Canvi Social i el Desenvolupament", que posteriorment seria utilitzat pel Consell Internacional de Museus.